# كريستين جريفيث
كريستين جريفيث (بالإنجليزية: Kristin Griffith)‏ هي ممثلة أمريكية، ولدت في 7 سبتمبر 1953 بأوديسا في الولايات المتحدة.

## وصلات خارجية
- كريستين جريفيث على موقع IMDb (الإنجليزية)
- كريستين جريفيث على موقع أول موفي (الإنجليزية)
- كريستين جريفيث على موقع قاعدة بيانات برودواي على الإنترنت (الإنجليزية)
- كريستين جريفيث على موقع قاعدة بيانات الفيلم (الإنجليزية)
- كريستين جريفيث على موقع كينوبويسك (الروسية)